# Karl-Guth-Preis
Der Karl-Guth-Preis und das Karl-Guth-Stipendium sind ein nach Karl Guth (1889–1971) benannter Preis und Stipendium, die von der Gesellschaft zur Förderung des Unternehmernachwuchses e. V. in Köln im Fachgebiet Wirtschaftswissenschaften vergeben wurden und mit 10.000 DM dotiert waren. Das mit dem Preis verbundene Stipendium war dazu bestimmt, wissenschaftliche Arbeiten auf dem Gebiet der Lehre über Didaktik und Methodik der Unternehmensförderung zu fördern.
Der Namensgeber war in der Zeit des Nationalsozialismus Hauptgeschäftsführer der Reichsgruppe Industrie und arbeitete danach als Firmenberater.

## Preisträger (Auswahl)
- 1970 Horst-Tilo Beyer
- 1976 Dieter Sadowski
- 1978 Norbert Thom
- 1982 Joachim Steiner, Köln